# Gus Kenworthy
Augustus Richard Kenworthy –conocido como Gus Kenworthy– (Chelmsford, Reino Unido, 1 de octubre de 1991) es un deportista británico-estadounidense que compite en esquí acrobático, especialista en las pruebas de slopestyle y halfpipe.
Participó en tres Juegos Olímpicos de Invierno, entre los años 2014 y 2022, obteniendo una medalla de plata en Sochi 2014, en la prueba de slopestyle.
Ganó una medalla de plata en el Campeonato Mundial de Esquí Acrobático de 2017. Adicionalmente, consiguió cinco medallas en los X Games de Invierno.

## Biografía
Es hijo de madre inglesa y padre estadounidense. Creció en la localidad estadounidense de Telluride.

### Carrera deportiva
Empezó a disputar competiciones de la FIS en agosto de 2010. Su primer podio internacional lo consiguió en una prueba de la Copa Mundial de 2013 realizada en Sochi (Rusia), plata en el halfpipe. Ese mismo año ganó su primera medalla en los X Games, en Tignes (Francia), bronce en el slopestyle.
Obtuvo la medalla de plata en la prueba de slopestyle de los Juegos Olímpicos de Sochi 2014, con una puntuación de 93,60, dos puntos menos que el ganador del oro, su compañero de equipo Joss Christensen.
En 2015, en la Copa Mundial realizada en Park City, ganó la prueba de halfpipe y fue tercero en el slopestyle. En 2016 ganó por segunda vez en la Copa Mundial, en la prueba de halfpipe realizada en Mammoth Lakes (California), y por tercera vez en 2020, en Calgary.
En diciembre de 2019 anunció que empezaba a competir internacionalmente para el Reino Unido, valiéndose de su doble nacionalidad.

#### Medallero internacional
| Representando a Estados Unidos |                         |                  |            |
| Juegos Olímpicos               |                         |                  |            |
| Año                            | Lugar                   | Medalla          | Prueba     |
| 2014                           | Sochi ( Rusia)          | Medalla de plata | Slopestyle |
| Campeonato Mundial             |                         |                  |            |
| Año                            | Lugar                   | Medalla          | Prueba     |
| 2017                           | Sierra Nevada ( España) | Medalla de plata | Slopestyle |

| Representando a Estados Unidos |                         |                   |            |
| X Games de Invierno            |                         |                   |            |
| Año                            | Lugar                   | Medalla           | Prueba     |
| 2013                           | Tignes ( Francia)       | Medalla de bronce | Slopestyle |
| 2016                           | Aspen ( Estados Unidos) | Medalla de plata  | Slopestyle |
| 2016                           | Aspen ( Estados Unidos) | Medalla de plata  | Superpipe  |
| 2016                           | Oslo ( Noruega)         | Medalla de bronce | Big air    |
| 2016                           | Oslo ( Noruega)         | Medalla de bronce | Superpipe  |

### Vida personal
En octubre de 2015, Kenworthy salió del armario públicamente en una entrevista con el canal deportivo ESPN. En los Juegos Olímpicos de Pyeongchang 2018, la cadena NBC transmitió en vivo el instante en el que Kenworthy besó a su novio; el beso fue elogiado por ser un momento significativo en la visibilidad de los atletas LGBT.
En 2017 participó en la serie de televisión de la cadena MTV The Challenge: Champs vs. Pros, que contó con antiguos deportistas profesionales.